# Granatelle multicolore
Granatellus venustus
Espèce
Statut de conservation UICN

 LC  : Préoccupation mineure
La Granatelle multicolore (Granatellus venustus) ou paruline multicolore, est une espèce de passereaux de la famille des Cardinalidae.

## Sous-espèces
- G. v. francescae Baird, SF, 1865 : María Madre (îles Tres Marias) ;
- G. v. venustus Bonaparte, 1850 : côte ouest du Mexique.